# Bougou (Costa d'Avorio)
Bougou  è una città e sottoprefettura della Costa d'Avorio appartenente al dipartimento di M'Bengué. Conta una popolazione di 14 160 abitanti (censimento 2014).